# Giuliano Cesarini (1466–1510)
Giuliano Cesarini (ur. w 1466 w Rzymie, zm. 1 maja 1510 tamże) – włoski kardynał.

## Życiorys
Urodził się w 1466 roku w Rzymie, jako syn Gabrielego Cesariniego i Godiny Colonny. W młodości został protonotariuszem apostolskim i kanonikiem kapituły bazyliki watykańskiej. 20 września 1493 roku został kreowany kardynałem diakonem i otrzymał diakonię Santi Sergio e Bacco. W latach 1496–1500 był kanonikiem kapituły Liège. 14 lutego 1500 roku został mianowany administratorem apostolskim diecezji Ascoli Piceno. Zmarł 1 maja 1510 roku w Rzymie.